# Ричард Майер
Ричард Майер (на английски: Richard Meier) е американски архитект, който създава собствен характерен стил посредством бележитото си използване на белия цвят.

## Биография
Роден е на 12 октомври 1934 г. в Нюарк, щат Ню Джърси. Завършва гимназията Колумбия в Мейпълууд, Ню Джърси, през 1952 г. Дипломира се като бакалавър по архитектура в Университета „Корнел“ през 1957 г. Работи за кратко през 1959 г. в голямата проектантска компания Скидмор, Оуингс и Мерил, след което се прехвърля в бюрото на Марсел Бройър, където остава в продължение на 3 години. През 1963 г. в Ню Йорк, Майер стартира собствена частна практика. През 1972 г. той вече е един от знаменитата Нюйоркска петорка. Още с първите си творби Майер предизвиква интерес с елегантните линии на сградите си и използването на белия цвят. Стил, който го превръща в един от популярните и бележити архитекти от последните три десетилетия на ХХ век до наши дни.
През 1984 г. получава „Прицкер“ – архитектурният еквивалент на кино наградата „Оскар“.

## Творби
- Уейл Хол, Итака, Ню Йорк, 2008
- Кулата Майер, Тел Авив, Израел, 2008
- Университет в Странтън, 2007
- Музей Ара Пацис, Рим, Италия, 2006
- Гранд Арми Плаза, Бруклин, Ню Йорк, 2003 – 2008[3]
- Център към Кристалната Катедрала, Гардън Гроув, Калифорния, 2003[4]
- Градска Кула, Прага, Чехия, 2004 – 2007
- Кметство, Сан Хосе, Калифорния, 2004 – 2007
- Музей Бурда, Баден-Баден, Германия, 2004
- Юбилейна църква, Рим, Италия 2003
- Жилищни кули - Пери стрийт, Манхатън, Ню Йорк, 2000
- Съдебна палата, Финикс, Аризона, 2000
- Уайт Плаза, Базел, Швейцария, 1998
- Медицински център Камдън, Сингапур, 1990 – 1998
- Единбург парк – Ген. план, 1995
- Музей на телевизията и радиото, Бевърли Хилс, Калифорния, 1996
- Рачовски Хаус, Далас, Тексас, 1990 – 1996
- Банка Хайполукс, Люксембург, 1989 – 1993
- Даймлер Бенц център, Улм, Германия, 1989 – 1993
- Централа на телевизията Канал+, Париж, Франция, 1988 – 1992
- Музей за съвременно изкуство, Барселона, Испания, 1987 – 1995
- Уейшаупт форум, Швенди, Германия, 1987 – 1992
- Ройъл Дъч Пейпър Милс, Хилверсум, Холандия, 1987 – 1992
- Кметство и централна библиотека, Хага, Холандия, 1986 – 1995
- Стадхаус, Улм, Германия, 1986 – 1994
- Гети център, Лос Анджелис, Калифорния, 1985 – 1997
- Комплекс с офиси и лаборатории на Сименс, Мюнхен, Германия, 1984 – 1989
- Бриджпорт център, Бриджпорт, Кънектикът, 1984 – 1989
- Грота Хаус, Хардинг тауншип, Ню Джърси, 1985 – 1989
- Акербърг Хаус, Малибу, Калифорния, 1984 – 1986
- Уестчестър Хаус, Уестчестър каунти, Ню Йорк, 1983 – 1986
- Център за изкуство, Дес Мойнс, Айова, 1982 – 1985
- Музей на изкуствата, Атланта, Джорджия, 1980 – 1983
- Музей за декоративно изкуство, Франкфурт, Германия, 1979 – 1985
- Джованити Хаус, Питсбърг, Пенсилвания, 1979 – 1983
- Хартфордската семинария, Хартфорд, Кънектикът, 1978 – 1981
- Къща в Палм Бийч, Палм Бийч, Флорида, 1977 – 1978
- Атенеум, Ню Хармъни, Индиана, 1975 – 1979
- Център за развитие, Бронкс, Бронкс, Ню Йорк, 1070 – 1977
- Шамбърг Хаус, Монт Киско, Ню Йорк, 1972 – 1974
- Дъглъс Хаус, Арбър Спрингс, Мичигън, 1971 – 1973
- Къща в Олд Уестбъри, Олд Уестбъри, Ню Йорк, 1969 – 1971
- Салтзмън Хаус, Ист Хамптън, Ню Йорк, 1967 – 1969
- Хофман Хаус, Ист Хамптън, Ню Йорк, 1966 – 1967
- Смит Хаус, Дариън, Кънектикът, 1965 – 1967
- Къщата на семейство Майер, Есекс Фелс, Ню Джърси, 1963 – 1965